# 駒沢オリンピック公園
駒沢オリンピック公園（こまざわオリンピックこうえん、英語: Komazawa Olympic Park）は、東京都世田谷区および目黒区にある運動公園。1964年東京オリンピックの会場となったことからこの名がある。
所在地は世田谷区駒沢公園、目黒区東が丘二丁目・八雲五丁目。公園内には複数の運動施設があり、これらは駒沢オリンピック公園総合運動場（こまざわオリンピックこうえんそうごううんどうじょう）と呼ばれ、公益財団法人東京都スポーツ文化事業団が指定管理者として管理・運営を行っている都立公園である。公園南側の深沢ハウス、東側の国立病院機構東京医療センター、北側の駒澤大学、西側の住宅地などと隣接する。最寄り駅は東急田園都市線駒沢大学駅。

## 概要
元々は東京ゴルフ倶楽部というゴルフコースであり、昭和天皇がイギリス王太子・エドワードと共にプレーしたところでもあった。1940年東京オリンピックのメインスタジアム建設が計画されたが、日中戦争の激化により、1940年に行われるはずだった東京オリンピックは1938年に中止となった。スタジアム予定地は第二次世界大戦前後にかけて旧陸軍の軍用地となり、また大戦後期には、空襲に備えた防空緑地や農地として使われた。
戦後の1953年、プロ野球東急（東映）フライヤーズの本拠地として、東京急行電鉄などが駒澤野球場を建設した。前後して、1949年の第4回国民体育大会用にハンドボールコートとホッケー場、1958年の第3回アジア競技大会用にバレーボールコート、1959年の第14回国民体育大会用に弓道場がそれぞれ整備された。
1959年には1964年東京オリンピック開催が決定。駒沢公園は国立競技場に次ぐ第2会場として、弓道場以外の運動施設が改修または新設されることとなり、6施設（陸上競技場、体育館、屋内球技場、野外の第一球技場・第二球技場、補助競技場）が整備された。東京オリンピックではサッカー、レスリング、バレーボール、ホッケーの会場として使われた。東京都は用地返還を受けて1962年からオリンピックに向けた工事に着工し、1964年に完成。都市計画家の高山英華を中心に、設計は芦原義信、村田政真、横山光雄、八十島義之助、秀島乾らが手掛けた。オリンピックの期間中、駒沢公園で聖火が燃え続けた。
その後も、ユニバーシアード東京大会（1967年・バレーボール）、全国障害者スポーツ大会（2013年）、全国高等学校総合体育大会（2014年・女子サッカー）など各種大会の会場として使われた。並行して、軟式野球場や水泳場、サイクリングコース、硬式野球場、トレーニング施設、オリンピックメモリアルギャラリーなどが整備された。各スポーツ施設の老朽化等に対応するため、2010年に「駒沢オリンピック公園総合運動場改修・改築基本計画」が策定されている。
2009年からは、毎年東京ラーメンショーの会場として使用されている。また、ミュージック・ビデオ撮影にも何度か使用されている。
周辺には、1964年東京オリンピックの際にバレーボールの練習場となった駒澤大学講堂兼体育館（6号館）、東京都選定歴史的建造物に選定されている駒澤大学耕雲館（禅文化歴史博物館）がある。緑豊かな公園は周辺住民をはじめ、駒澤大学や日本体育大学の学生たちの憩いの場となっている。
2020年東京オリンピックの東京都の聖火リレーは、2020年7月10日に駒沢オリンピック公園中央広場からスタートする予定であった。東京都の聖火リレーランナーの公募には1万6910人から応募があり、東京都の公募枠は165人で倍率は102倍となった。
2025年11月に予定されている聴覚障害者の世界的なスポーツ大会「デフリンピック日本大会」のメイン会場に指定されており、陸上競技場で総合開閉会式と陸上競技、体育館・または屋内球技場（体育館の補助アリーナ）のどちらかで、レスリング（グレコローマンスタイル・フリースタイル双方）とハンドボールの大会が予定されている。

## 施設

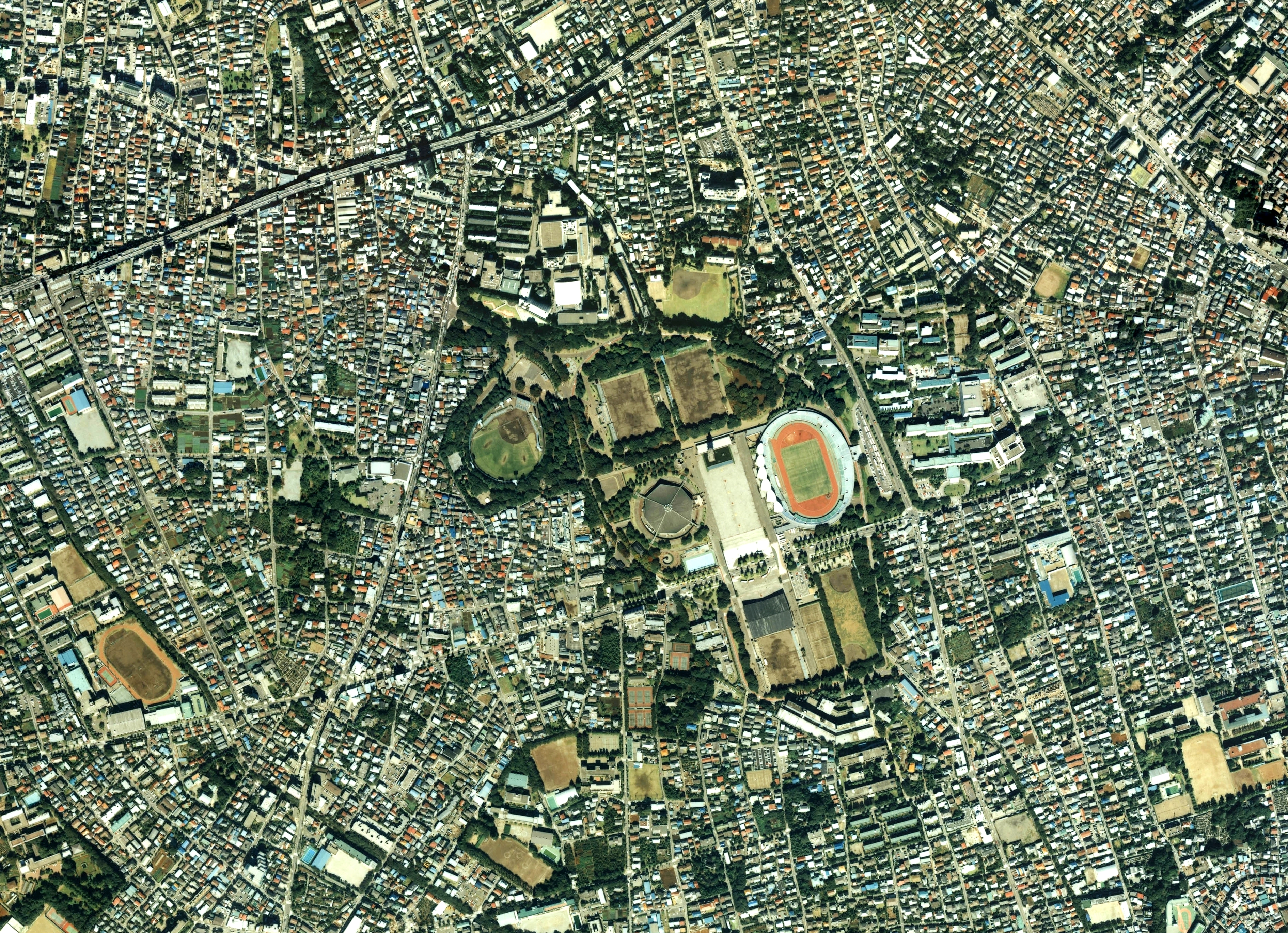
駒沢オリンピック公園周辺の空中写真。1989年撮影の4枚を合成作成。
。

以下に示す運動施設群のほか児童公園などが整備されている。

### 第二球技場
2005年に駒沢オリンピック公園総合運動場補助競技場と共に人工芝に張り替え、リニューアルオープンした。
- 収容人数：1618人（座席数約1000人・メインスタンドのみ固定座席、他は芝生席）
- 照明設備
- 得点板

### サイクリングコース・ジョギングコース
駒沢オリンピック公園の外周を一周するような形で設けられているほか、硬式野球場を囲むようにファミリーコースがある。サイクリングコースとジョギングコースは基本的には園内道路に併設されているが、サイクリングコースは一部区間で単独コースとなっている。このほか、補助輪付自転車のためのコース（チリリンコース）やレンタルサイクルもある。
逆走行為やスケートボードなどの利用、サイクリングコースに歩行者やジョギング目的の利用者が立ち入ることは安全のため禁止されている。
各コースの概要は下記の通りである。
- サイクリングコース：反時計回り2080m
- ジョギングコース：反時計回り2140m
- ファミリーコース：時計回り800m
- チリリンコース：反時計回り350m

### その他
- 補助競技場（フィールド部分は人工芝）
- 軟式野球場
- テニスコート
- トレーニングルーム（陸上競技場スタンド内にある）
- 東京オリンピックメモリアルギャラリー
- スケートパーク(スケートボードやローラースケート用の施設)
- 屋外プール（2011年廃止）
- ドッグラン

#### トレーニングルーム（ジム）
1987年に陸上競技場のスタンド下に造られた。マシン器具の他にスタジオもある。

## アクセス
- 東急田園都市線駒沢大学駅から徒歩15分[9]

## ギャラリー

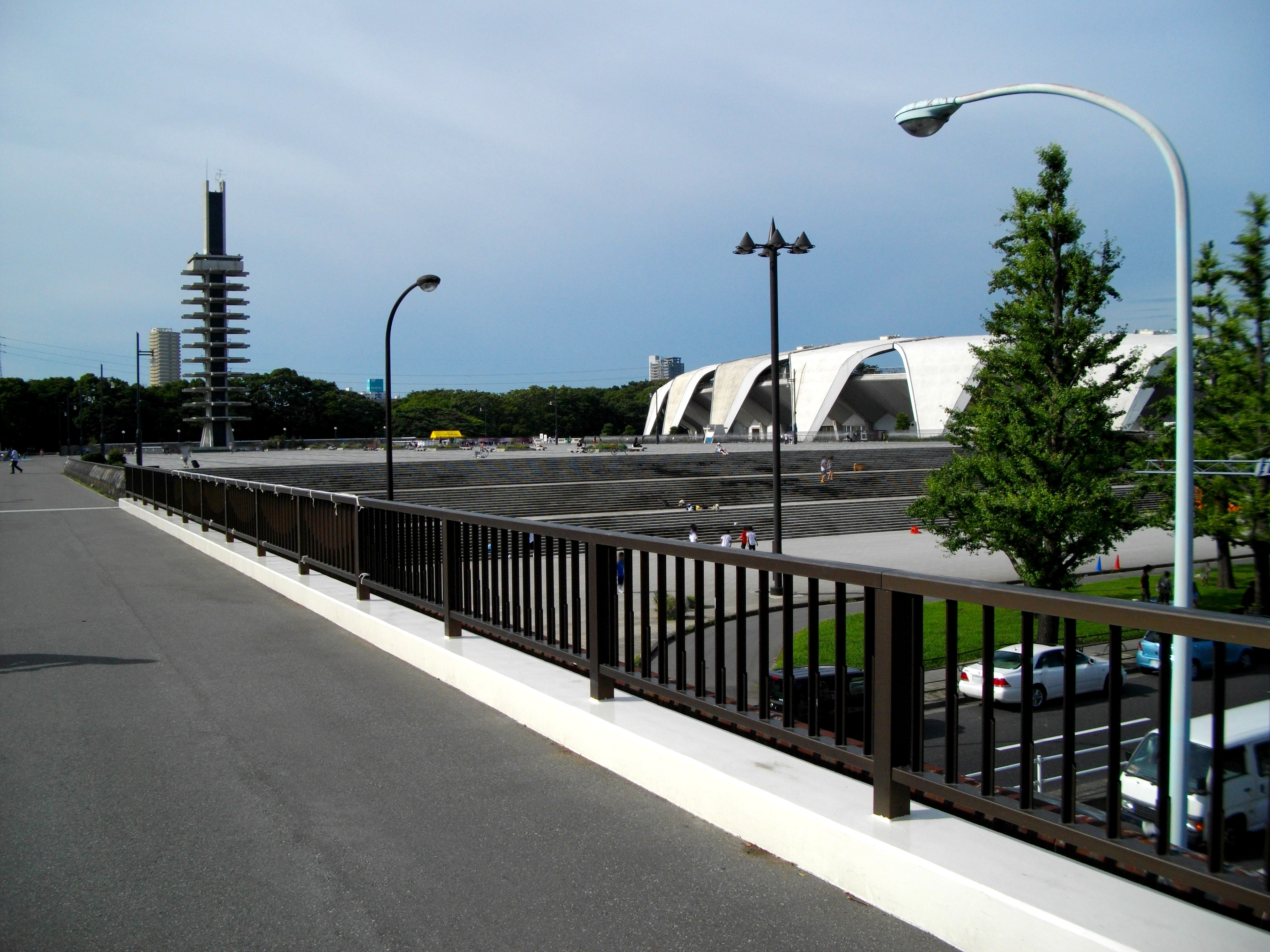
公園の様子。右端が陸上競技場。
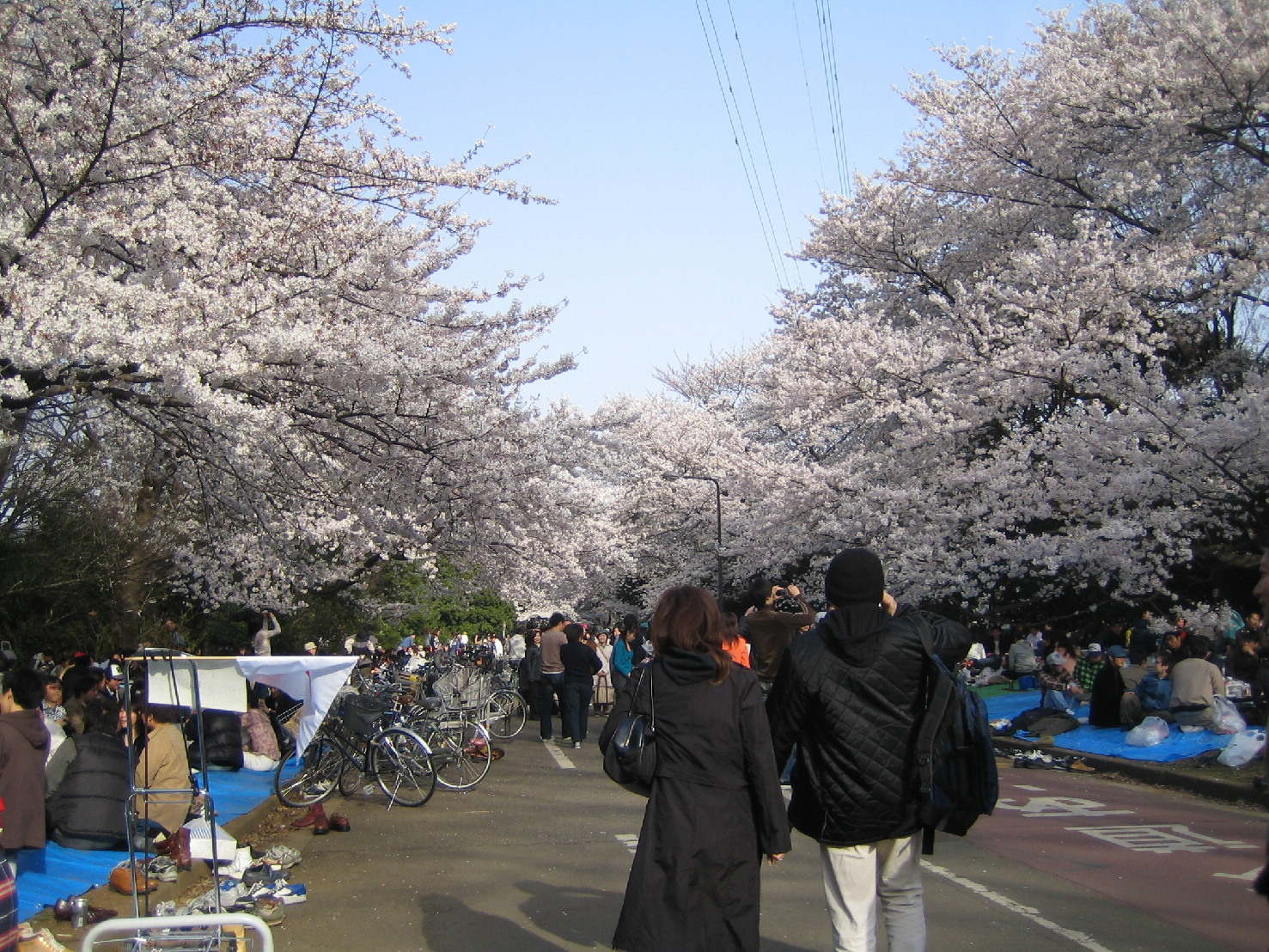
春の駒沢公園。花見スポットとして有名。
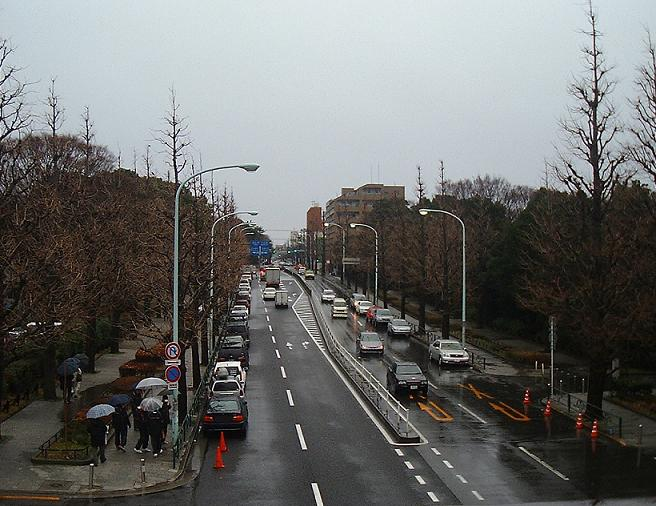
公園から見た駒沢通り
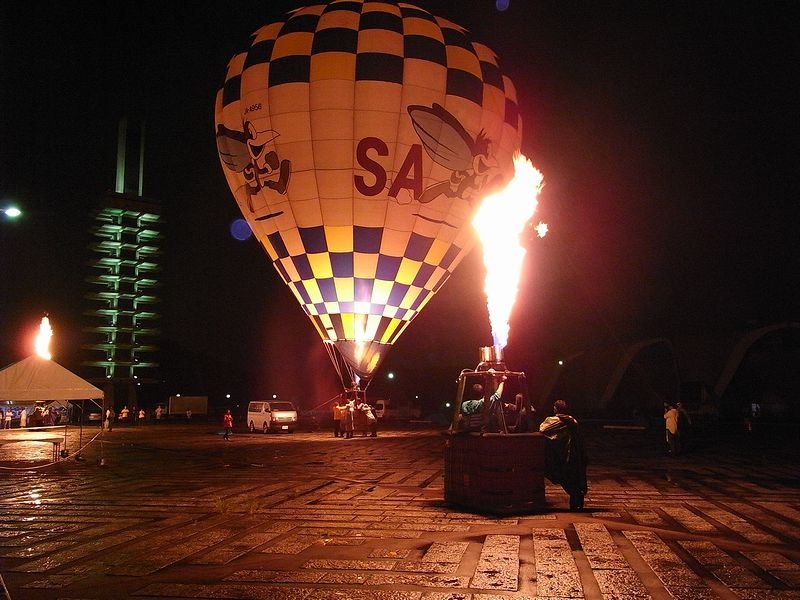
公園で熱気球（2008年8月23日撮影）